# 애나 마거릿
애나 마거릿(Anna Margaret, 1996년 6월 12일 ~ )은 미국의 가수이다.